# خواكيم جوتشلك
خواكيم جوتشلك (بالألمانية: Joachim Gottschalk)‏ (و. 1904 – 1941 م) هو ممثل مسرحي، وممثل أفلام ألماني، ولد في كالوا، توفي في برلين، عن عمر يناهز 37 عاماً، بسبب اختناق.

## وصلات خارجية
- خواكيم جوتشلك على موقع IMDb (الإنجليزية)
- خواكيم جوتشلك على موقع ألو سيني (الفرنسية)
- خواكيم جوتشلك على موقع قاعدة بيانات الأفلام السويدية (السويدية)
- خواكيم جوتشلك على موقع قاعدة بيانات الفيلم (الإنجليزية)
- خواكيم جوتشلك على موقع كينوبويسك (الروسية)

- خواكيم جوتشلك في قاعدة بيانات الأفلام على الإنترنت